# 2000 في الإمارات العربية المتحدة
فيما يلي قوائم الأحداث التي وقعت خلال عام 2000 في الإمارات العربية المتحدة.

## ظهور
- 1 يناير – أريبيان بزنس

## موسيقى

### ألبومات
من الألبومات التي صدرت هذه السنة في الإمارات العربية المتحدة:
- 1 يناير – جرح الحبيب من غناء ديانا حداد.

## مواليد

### يناير
- 1 يناير – سالم الكتبي
- 1 يناير – عيسى بن زايد آل نهيان
- 1 يناير – فاطمة بنت مبارك الكتبي زوجة الرئيس الراحل زايد بن سلطان آل نهيان، وأم ولي عهد أبو ظبي الحالي محمد بن زايد..
- 22 يناير – علي صالح علي لاعب كرة قدم إماراتي.

### مايو
- 16 مايو – ماجد راشد لاعب كرة قدم إماراتي.